# RR Ursae Minoris
Désignations
RR Ursae Minoris (en abrégé RR UMi) est une étoile binaire de la constellation circumpolaire boréale de la Petite Ourse. Elle est visible à l’œil nu, ayant typiquement une magnitude apparente autour de 4,71, et bien qu'étant la huitième étoile la plus brillante de sa constellation, elle ne possède ni désignation de Bayer, ni désignation de Flamsteed. Elle est distante d'environ ∼ 325 a.l. (∼ 99,6 pc) de la Terre et le système s'éloigne du Soleil selon une vitesse radiale de +6 km/s.
RR UMi est une binaire spectroscopique à un spectre seulement, avec une période orbitale de 748,9 jours (2,05 ans) et une excentricité de 0,13. La valeur a sin i du système est de 0,56 UA, où a est le demi-grand axe et i est l'inclinaison orbitale par rapport à l'observateur terrestre. Le système est une source d'émissions de rayons X et en UV lointain, ces derniers provenant probablement du compagnon.
La composante primaire du système est une étoile géante rouge de type spectral M4.5 III, actuellement sur la branche asymptotique des géantes. Il s'agit également d'une étoile variable semi-régulière classée SRb, dont la magnitude varie entre 4,44 et 4,85 sur une période de 43,3 jours. Le diamètre angulaire de l'étoile primaire, mesurée par interférométrie et après correction de l’assombrissement centre-bord, est de 9,6 ± 0,7 mas. Cette mesure combinée à celle de la distance permet d'estimer le rayon de l'étoile à environ 103 fois le rayon du Soleil. Sa masse vaut 1,15 fois celle du Soleil et sa température de surface est de 3 464 K.